# Каралатська сільська рада
Каралатська сільська рада (рос. Каралатский сельский совет) — муніципальне утворення у складі Камизяцького району Астраханської області, Російська Федерація. Адміністративний центр — село Каралат.

## Географічне положення
Сільська рада розташована у південно-східній частині району, на березі Каспійського моря. До складу території входять каспійські болотисті низинні острови Зюдев, Галкін, Дванадцятий, Коневський, Баткачний та Зелений. Із заходу сільрада обмежена протокою Білуж'я, на сході — Табола.

## Населення
Населення — 1443 особи (2013; 1468 в 2010, 1627 в 2008).
Національний склад:
- росіяни — 73,3%
- казахи — 23,4%
- інші (українці, білоруси, аварці, азербайджанці, татари, чеченці) — 3,3%

## Склад
До складу поселення входять такі населені пункти:
| Населений пункт | Населення, осіб (2010) |
| --------------- | ---------------------- |
| Каралат, село   | 1156                   |
| Паригіно, село  | 312                    |

## Господарство
Провідною галуззю господарства виступає сільське господарство, представлене 3 селянсько-фермерськими господарствами та 2 сільськогосподарськими підприємствами. У структурі угідь найбільшу площу займають пасовиська (94,9%) та рілля — 5,1%. Тваринництво займається розведенням великої рогатої худоби, свиней, овець, кіз, коней та птахів. Відповідно основною продукцією виступають м'ясо, молоко, шерсть та яйця. Рослинництво займається вирощуванням картоплі та овочів. У сільраді розвинено рибальство. Серед промислових підприємств працюють 3 підприємства з вилову та переробки риби.
Серед закладів соціальної сфери у центрі сільради діють фельдшерсько-акушерський пункт у Паригіному та лікарська амбулаторія у Калараті, середня школа на 500 місць, два садочки загальною потужність 52 місця, сільський будинок культури, сільська бібліотеки. Діють також 12 магазинів, їдальня, ресторан, АЗС та аптека.
Транспорт у сільраді представлений автомобільною дорогою Камизяк — Каралат та судноплавними річками Табола та Білуж'я. У кожному селі є пристань.